# Chamaeleo calcaricarens
Chamaeleo calcaricarens е вид влечуго от семейство Хамелеонови (Chamaeleonidae). Видът не е застрашен от изчезване.

## Разпространение
Разпространен е в Джибути, Еритрея, Етиопия и Сомалия.